# Contea di Geraci
La Contea di Geraci è stato uno dei maggiori feudi del Regno di Sicilia, la cui consistenza territoriale, valenza politico-economica, importanza strategica e forma amministrativa fu parificata a quella di un giustizierato provinciale. Secondo la tradizione, questo feudo fu fondato con il titolo di contea dopo la battaglia di Cerami del 1063 da Ruggero I, ma la documentazione superstite non permette di anticipare l'esistenza di una contea di Geraci prima dell'anno 1159, all'epoca del conte Ruggero I da Craon. La contea di Geraci fu elevata a marchesato nel 1436.

## Storia

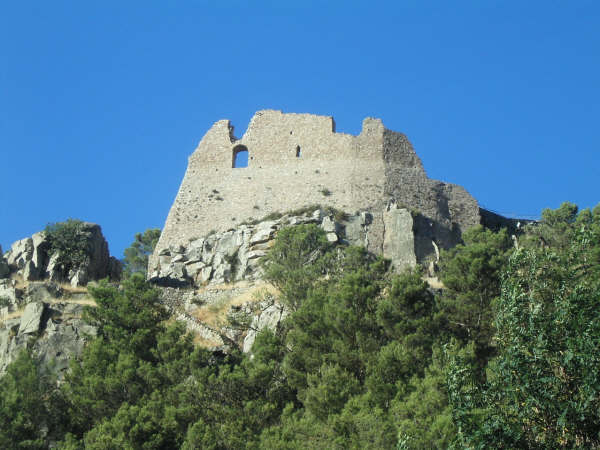
Vestigia della rocca di Geraci, risalente al XII secolo.

Geraci Siculo originariamente si presentava arroccata a dominare il territorio: in assetto topografico e orografico strategico per il controllo delle vie che dalla costa tirrenica raggiungevano l'entroterra dell'isola.
Con la conquista normanna (1062-1064) fu fondato il borgo di Geraci che mantenne un importante ruolo strategico-militare, divenendo un caposaldo della nuova feudalità della futura Contea di Sicilia.
Da Ruggero d'Altavilla, secondo un'incerta tradizione (risalente almeno al XVI secolo), la contea fu data in feudo al nipote Serlone II o Riccardo Serlone II d'Altavilla, a seguito della battaglia di Cerami. Secondo il Malaterra, Serlone II fu titolare di metà dell'intera contea di Sicilia insieme al compagno d'armi Arisgot du Pucheuil.
Dopo la morte di Serlone II un quarto del feudo fu assegnato alla sua vedova, che in seguito si risposò con un cavaliere normanno, il quale si ribellò al re. Non è tuttavia chiaro nelle fonti, come il cronista Goffredo Malaterra, se tra i possessi del ribelle fosse compresa Geraci o piuttosto Gerace di Calabria. La giurisdizione di Serlone tuttavia si estendeva anche in Sicilia, e, secondo il Malaterra, il suo quartier generale - nel corso delle operazioni di conquista dell'isola - fu costituito nei Nebrodi e nelle fortezze di Petralia Sottana e Cerami.

### La contea di Geraci in epoca normanno-sveva

Stemma di Casa Ventimiglia, conti di Geraci

A metà del XIII secolo la contessa Isabella di Geraci, di origine normanna, appartenente alla casa reale di Federico II, sposa Enrico II di Ventimiglia figlio di Filippo I Ventimiglia, conte del Maro in Liguria. L'inserimento dei Ventimiglia nella famiglia reale fa assumere a questi vassalli un ruolo di primissimo piano, di stampo proto-signorile, in tutte le vicende culturali, politiche e militari della Sicilia, già nel XIII secolo, mantenendo intatto il prestigio signorile sino al XIX secolo.

#### Il casato della duecentesca Isabella contessa di Geraci
L'origine e il casato di Isabella, secondo la quasi totalità degli studiosi, deriverebbero dal gran siniscalco Aldoino di Candida, che avrebbe sposato Guerrera da Craon, contessa di Geraci documentata nel 1195. Tuttavia, tale matrimonio – per quanto plausibile - appare speculativo, non suffragato da documentazione. Il conte Aldoino d'Ischia, presunto discendente di Aldoino di Candida,  nel suo testamento del 1234 - redatto a Foggia presso la corte di Federico II di Svevia - si dichiara signore dei castelli di Candida e Lapio, nell'antica provincia campana del Principato, beni questi che concede in dote alla sorella, sposa di Giordano Filangeri.
La genealogia, nell'ipotesi più accettata negli studi accademici, è la seguente:
- Drogo d'Altavilla (Hauteville), conte di Puglia (+ 1051); sposa Gaitelgrima di Salerno
  - Riccardo d'Altavilla "Il Siniscalco", conte di Massafra, Castellaneta e Mottola
  - Rocca d'Altavilla signora di Mottola e del castello di Ullano, sposa Roberto da Carreaux
    - Eloisa da Carreaux e d'Altavilla, sposa Ruggero da Barneville
      - Rocca da Barneville, sposa Guglielmo da Craon
        - Ruggero I da Craon, conte d'Ischia e signore di Geraci
          - Guerrera da Craon, contessa di Geraci, sposa Aldoino signore di Candida e Lapio
            - Ruggero II, conte d'Ischia e Geraci (+ ante 1222), sposa Isabella di Parisio
              - Aldoino, conte di Ischia e Geraci  (+ ante 1240), sposa la sorella di Andrea Cicala
                - Isabella, contessa di Geraci, sposa Enrico II di Ventimiglia

Aldoino conte d'Ischia e signore di Geraci risulta figlio di Ruggero II conte d'Ischia, già defunto nel 1222 e della contessa Isabella di Parisio, come si deduce pur dall'atto di fondazione della chiesa della Santissima Trinità di Geraci nel 1228. Tuttavia la contessa Guerrera è l'unica titolare di Geraci e delle Petralie negli anni 1195-1196, non risultando dalla documentazione autentica ancor sposata, né vedova con prole. Il presunto nipote abiatico di Guerrera, Aldoino conte di Geraci, nel testamento del 1234 ha già due figlie e un figlio illegittimo, quindi è un uomo maturo, difficilmente riconducibile al padre Ruggero se quest'ultimo nacque dopo il 1196, avremmo cioè, secondo questa teoria, padre e figlio, Ruggero e Aldoino, pressoché contemporanei.

#### L'ipotesi alternativa
L'ipotesi sopra descritta non tiene conto del fatto che Candida e Lapio, signorie dell'Aldoino conte di Geraci, già defunto nel 1240, non erano più in possesso dei discendenti, o pretesi discendenti, di Aldoino di Candida, il gran siniscalco del XII secolo presunto marito della contessa Guerrera.
Dal Catalogus baronum d'epoca normanna, le baronie di Candida e Lapio risultano infatti ritornate al demanio, dopo essere state in possesso nel XII secolo di Aldoino di Candida. Successivamente furono concesse alla famiglia dei Capece, vassalla per Candida e Lapio dei conti d'Altavilla di Gesualdo. Inoltre, risulta documentato il matrimonio di Elia d'Altavilla di Gesualdo (già defunto nel maggio 1206) con tale Guerrera, che potrebbe identificarsi con l'omonima contessa di Geraci citata nel 1195. In questo caso Ruggero II d'Ischia e Geraci, ribelle intorno al 1209-1211 al re Federico II di Svevia, come risulta in una missiva all'abate di Montecassino del gennaio 1210, potrebbe corrispondere allo stesso figliastro di Guerrera, quindi al figlio del conte Elia d'Altavilla. Infatti, pure questi si chiamò Ruggero, fu nominato conte dall'imperatore Enrico VI, si ribellò anch'egli e fu esiliato, nel 1212, pare in Provenza (e a Ventimiglia?). Anche la figura di Ruggero II di Geraci, come accennato, corrisponde a quella di un uomo adulto quando nel 1209 si ribella a Federico II - insieme all'amico Paolo di Cicala, conte di Collesano - figura difficilmente inseribile nella storia di Geraci prima del 1195-1196, quando l'unica titolare è Guerrera da Craon. La figlia di Ruggero II, Margherita, sposerà Andrea di Cicala, figlio di Paolo e signore di Collesano e Polizzi, nominato dal cognato Aldoino, nel testamento del 1234, tutore delle figlie e amministratore della contea di Geraci. Contestualmente all'amministrazione dei beni di Geraci, Andrea di Cicala assurse - negli anni 1242/1243-1246 - alla massima carica imperiale di Capitaneus generalis et magister iustitiarius su tutto il Regno di Sicilia, detenendo quindi su Geraci anche la piena e totale giurisdizione.
Questa ipotesi – altrettanto plausibile e più documentata – spiegherebbe la costante e secolare tradizione che presenta i discendenti di Enrico II di Ventimiglia come eredi della famiglia reale degli Altavilla. In alternativa, l'altra ipotesi, come già osservato, identifica il legame dei Ventimiglia con gli Altavilla attraverso Drogo d'Altavilla, zio di Serlo.

### L'insediamento dei Ventimiglia
Dopo la morte di Federico II, avvenuta nel 1250, Enrico e la contea entrarono con più rilievo negli avvenimenti politici e militari della Sicilia. Sotto il re Corrado IV di Svevia, infatti, Enrico Ventimiglia si investe di Geraci (1254?) ed ottiene la città di Polizzi, Collesano, Petralia Superiore e Inferiore, poi Gratteri e Isnello, Gangi, Castel di Lucio, Ipsigro e Fisauli (che in futuro diventeranno Castelbuono), Belici (attuali comuni di Castellana Sicula e Marianopoli), Montemaggiore e Caronia, nonché importanti beni e palazzi (beni definiti partes) nella città vescovile di Cefalù.
Geraci divenne il centro della contea assumendo posizioni di rilievo fra i paesi dei Nebrodi e il suo signore, nei secoli seguenti, fu nominato "primo conte d'Italia e marchese di Sicilia". Dopo un lungo assedio subito nel 1269-1270, il conte Enrico II di Ventimiglia, partigiano e leader del partito svevo, abbandona Geraci agli Angioini. Al 18 dicembre del 1270, il re Carlo d'Angiò ingiunge al suo maestro razionale Giovanni de Mesnil un'inchiesta sull'imposizione fiscale disposta nell'anno indizionale 1263-64 dal conte Enrichetto di Ventimiglia. Il documento denota, a quella data, la piena potestà amministrativa dei Ventimiglia nella contea di Geraci, dove sembra svolgessero, in quanto vassalli titolari della contea, una funzione, quella di raccogliere la colletta, propria del giustiziere provinciale. In documento del 4 maggio 1278, Enrico II di Ventimiglia, conte d'Ischia, è definito da Carlo d'Angiò - per la prima volta nella documentazione conosciuta - "comitis Giracii olim tempore"; lo stesso documento ci informa dell'esistenza in Geraci di un palacium comitale - forse la cosiddetta Torre di Engelmaro - distinto dal castello, che passato al demanio angioino doveva essere mantenuto e restaurato a spese delle comunità del contado: San Mauro, Ipsigro, Petralia Inferiore e Superiore.

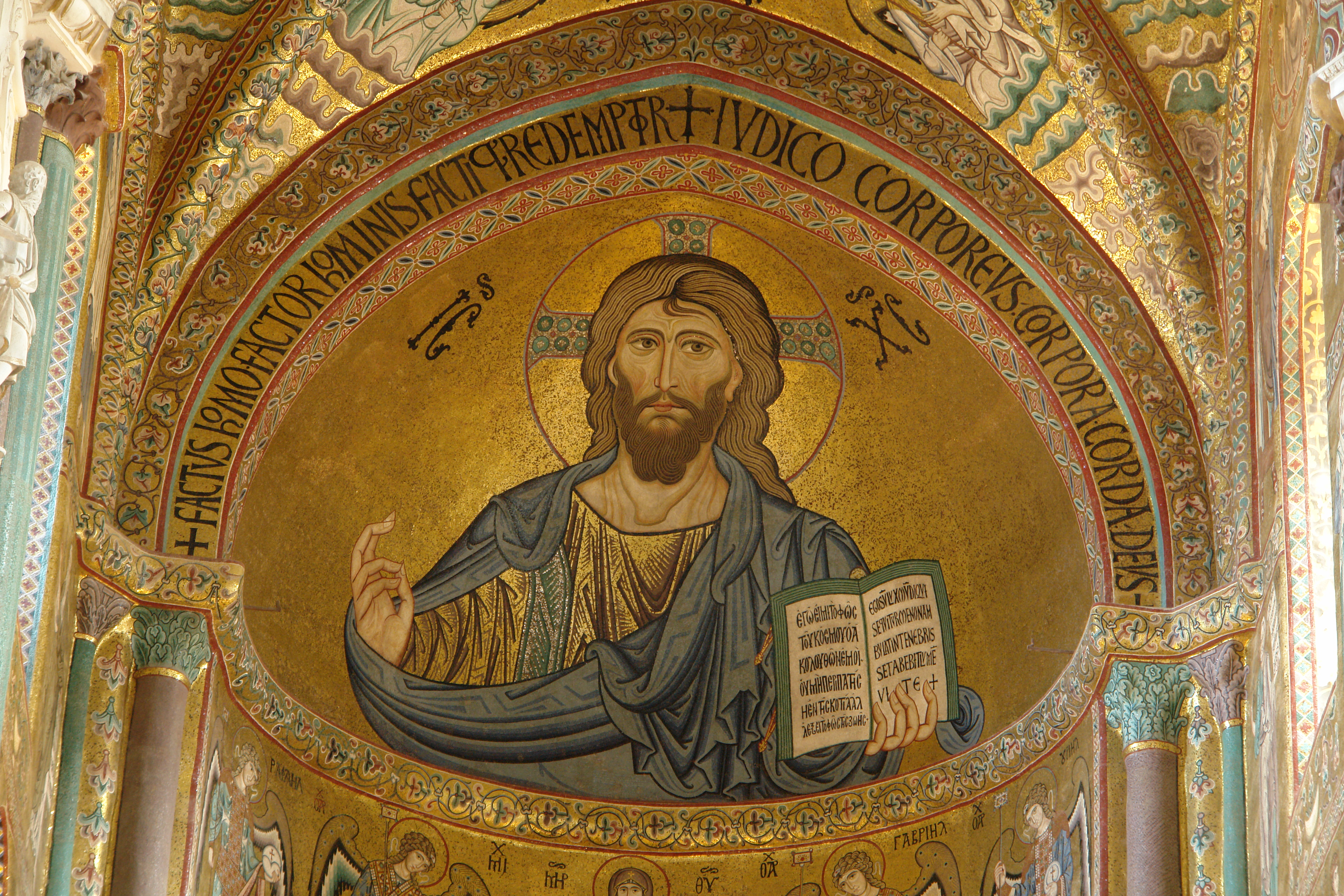
Abside del Duomo di Cefalù, monumento normanno restaurato e completato nel 1263 da Enrico II di Ventimiglia conte di Geraci e Ischia.

### I Montfort-Leicester
Il re Carlo I d'Angiò si affretta a insignorire della contea di Geraci i suoi cugini Simone e Giovanni di Montfort-Leicester al 23 gennaio 1271. A Giovanni di Monfort-Leicester, vanno assegnati i castelli di Gangi, Castelluccio e Geraci cum terrae et comitatu. Il vassallaggio dei Montfort comprende inizialmente i castra di Geraci, San Mauro, Ypsigro, Fisauli, Belici, Montemaggiore, e le terre di Gangi e Castel di Lucio, ma nel luglio del medesimo 1271 i Montfort recedono la contea di Geraci in cambio della contea calabrese di Squillace. Simone di Monfort-Leicester (defunto nel 1275), inizialmente riceve San Mauro, Ypsigro e Fisauli, poi vi rinuncia per la contea di Avellino, tuttavia gli sono consegnate dal sovrano Gangi, Castelluccio e Geraci, già del fratello Giovanni.  Castel di Lucio nel 1280 sarà un vassallaggio di Pietro de Lamanon. Ypsigro nel 1271 passa a Gerardo d'Albi e nel 1276 a Roberto de Rivello. Il castello di Gratteri è invece assegnato il 12 gennaio 1278 a Guglielmo di Moustier, con privilegio in cui Carlo d'Angiò cita il 'traditore' Enrico Ventimiglia Le ampie baronie delle Petralie e di Caronia sono cedute a altri vassalli francesi. Pietro de Bullas riceve la castellania di Cefalù nel 1272, e impone subito alla città un tributo, Giovanni Berlay, padre e figlio, fra il 1270 e il 1271 ottengono la terra e il castello di Collesano, che successivamente passerà ai Ventimiglia. Polizzi negli anni 1275/76 è infeudata a Dreuz del Lazabat. Tra il 1274 e il 1281, negli statuta castrorum angioini, Geraci, San Mauro, Caronia, Cefalù e Termini risultano castellanie ritornate al demanio regio.

### Francesco I, i Palizzi e gli Aragona in Geraci
I tumulti che fecero da preludio alla guerra del Vespro portarono a un periodo di interregno tra la caduta di Carlo d'Angiò e l'incoronazione di Pietro I, nel quale si formò un governo provvisorio composto, tra gli altri, anche da Aldoino Ventimiglia conte d'Ischia, designato signore di Geraci. Durante la guerra, tra il 1282 e il 1302, i conti di Geraci, Enrico e contemporaneamente il suo primogenito Aldoino, guidarono politicamente e militarmente il partito svevo-aragonese contro l'esercito angioino.
Nel 1315 il conte Francesco I Ventimiglia, figlio di Aldoino, sposa Costanza Chiaromonte, contessa di Modica, ripudiata nel 1321 con dispensa papale perché sterile. Nello stesso anno contrae matrimonio con Margherita de Escolo/Consolo parente dei conti di Capizzi. Francesco I fu invitato al parlamento dell'isola indetto da re Pietro II, ma rifiutò di recarvisi disobbedendo alla volontà del sovrano, sicché l'esercito reale, dopo un cruento assedio, prese Geraci e occupò la contea ribelle.

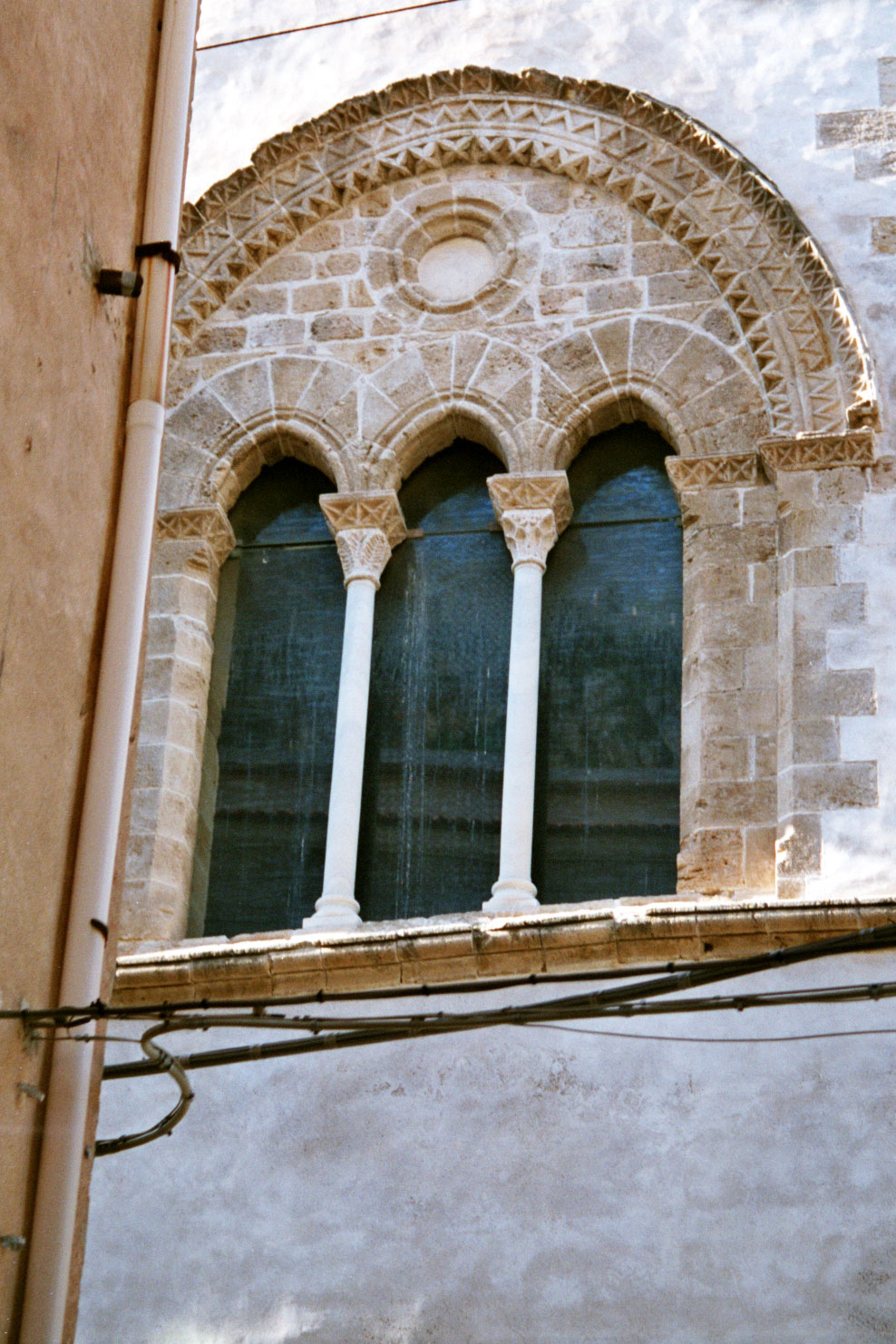
Particolare dell'Osterio Magno, complesso palatiale fondato alla fine del XIII secolo dai Ventimiglia conti di Geraci nella città di Cefalù.

Francesco morì nel 1338 e la contea confiscata ai Ventimiglia fu concessa alla regina Elisabetta di Carinzia, rimanendo nella camera reginale sino almeno al luglio 1349. Alla morte della regina intorno al 1350, la contea di Geraci fu assegnata all'infante Giovanni, suo figlio, e alla morte di questi, intorno al 1352, al fratello Federico, futuro re. Caronia, membro del comitato di Geraci, fu ceduta a Matteo Palizzi, di una delle famiglie di spicco della fazione dei Latini durante la guerra tra angioini e aragonesi. Matteo aveva sposato la cugina di Francesco I Ventimiglia, figlia dello zio Nicolò Ventimiglia. Insieme a Caronia il fratello del Palizzi, Damiano, ottenne inizialmente anche la contea di Collesano con Gratteri, ceduta dopo il 1340, per fellonia e esilio dei Palizzi, al vicario Giovanni d'Aragona. Questi nel 1344 l'aveva venduta al milite palermitano Giovanni Lombardo; nel 1346 ne risultava titolare Pietro Siragusa, per poi passare all'infante Giovanni d'Aragona e al fratello Federico d'Aragona. La regina Elisabetta vende per ottocento onze, 15 luglio 1349, al suo segretario Giovanni Paolillo, i feudi di Regiovanni, Artesina, Bordonaro; si trattava di importanti suffeudi della baronia di Gangi, che tornarono sotto il diretto controllo di Cicco di Ventimiglia, figlio di Francesco II, con investitura dell'11 dicembre 1396.

### Giustizierato di Geraci
Il conte Aldoino di Ischia e Geraci risulta già defunto nel 1240, come si ricava da un privilegio dell'imperatore Federico II di Svevia, nel quale il sovrano concede la terza parte delle decime del castello di Geraci a un canonico della cappella palatina di Palermo. Nell'istrumento del 1252, contenente in copia autentica il diploma federiciano, la contea di Geraci risulta amministrata, fra il 1240 e il 1242, da tre camerari per conto dell'imperatore. Nel medesimo 1251-1252, all'epoca di Corrado IV, il medesimo documento testimonia che era stato istituito il "vallum" del comitato di Geraci e delle Parti di Cefalù e Termini. L'esistenza di un ufficio di camerario nel distretto di Geraci, Cefalù e Termini, sin dal 1251, potrebbe far ipotizzare la corrispondente istituzione di un analogo giustizierato nel medesimo distretto, poiché la costituzione federiciana Occupatis nobis prevedeva che in ogni provincia fosse destinato un giustiziere e un camerario: "ut per provincias singulas, quae certis iustitiariatuum et camerariatuum terminis limitantur, non plures quam unus Iustitiarius et unus Magister Camerarius ordinetur". Tuttavia i feudi 'quaternati', cioè i maggiori, direttamente dipendenti dall'investitura sovrana, secondo la legislazione federiciana dipendevano direttamente, per l'amministrazione della giustizia penale, dal Gran Giustiziere e dalla Magna Curia. L'esistenza di un giustizierato di Geraci, Cefalù e Termini si può quindi ipotizzare soltanto dopo la morte del conte titolare Aldoino nel 1240, nonché verso la fine del regno federiciano, quando con l'istituzione dei praeses provinciarum i giustizieri provinciali acquisirono potere istruttorio - ma non giudicante - anche sui feudi maggiori. Nel 1229 si osserva il conte Aldoino dare ordine ai propri balivi e giudici affinché si armassero alcune navi da guerra, e da questo si può dedurre che rientrasse nelle competenze feudali del conte di Geraci e Ischia pur la bassa giuztizia penale, oltre quella civile e amministrativa, proprie dell'ufficio del balivo federiciano, ovvero il cosiddetto mixtum imperium. Come si è notato, nell'anno indizionale 1263-1264, risulta che Enrico di Ventimiglia abbia imposto nella contea una leva fiscale, probabilmente una colletta o sovvenzione generale, esercitando un potere specifico dei giustizieri provinciali.

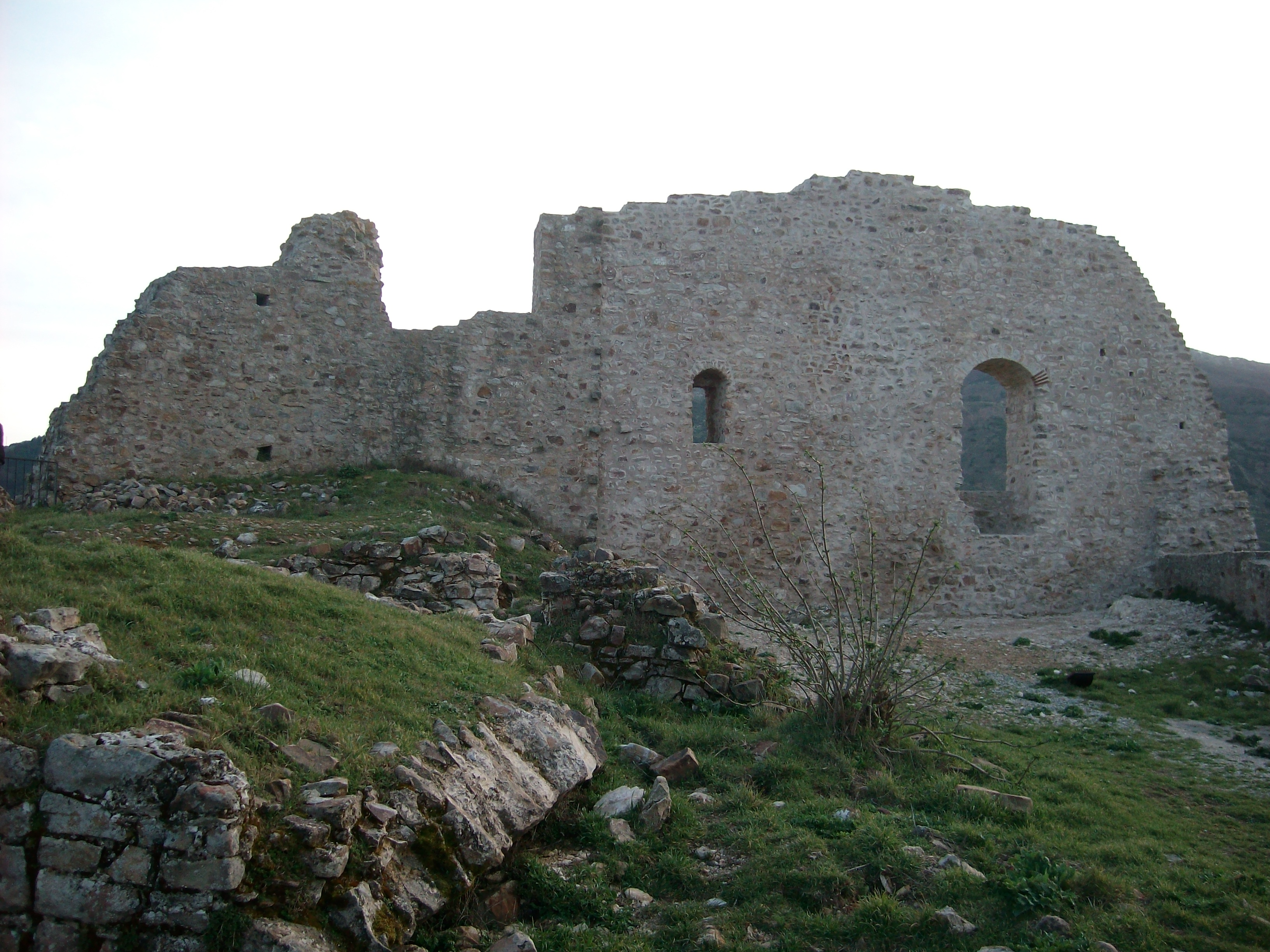
Scorcio della rocca ventimigliana di Geraci.

Le riforme amministrative operate da Carlo I d'Angiò, subentrato agli Svevi, sembra abbiano soppresso le formule amministrative subordinate alle due province federiciane citra flumen Salsum e ultra flumen Salsum.
Nondimeno, almeno nei primi anni della dominazione angioina, non si verificò effettiva abrogazione della provincia del "comitato di Geraci e delle parti di Cefalù e Termini". In effetti, la provincia si mantenne contemporaneamente alla titolarità, contestata per ribellione, della contessa Isabella di Geraci, moglie di Enrico II di Ventimiglia, e erede sia delle contee paterne di Geraci e Ischia sia di quelle dello zio ed ex-tutore Andrea Cicala (defunto il 17 maggio 1246), ovvero di Collesano e Polizzi.
Al momento del suo insediamento come re di Sicilia, a seguito della rivolta anti-angioina dei Vespri, il nuovo sovrano Pietro I d'Aragona istituì sette giustizierati che amministrassero la giustizia, l'erario e le milizie del regno, probabilmente ricalcando la consolidata suddivisione distrettuale dell'era federiciana. Essi furono: i valli di Castrogiovanni, Demona e Milazzo, di Noto, di Mazara, di Girgenti, l'arcipelago di Malta; Palermo; la contea di Geraci comprendente le sue partes di Cefalù e di Termini. Dalla nomina del giustiziere di Geraci, il milite Ruggero Mastrangelo, risalente al 6 ottobre 1282, apprendiamo che il giustizierato era definito "in toto Comitatu Giracii ultra flumen Salsum et partìbus Gephaludi et Termarum"; questa formula, oltre alle terre a occidente del fiume Salso, probabilmente ricomprendeva le signorie ventimigliane di Gangi, Castelluccio e San Mauro, ad oriente delle fonti del Salso nascente presso Gangi.
A cavallo tra gli anni 1285 e 1286 il giustizierato della contea di Geraci e delle partes di Termini e Cefalù fu aggregato al Vallo di Girgenti, il quale prenderà il titolo di "Val di Agrigento, della contea di Geraci e delle parti di Termini e Cefalù". Morto Aldoino, nel 1289, Enrico II rientra dalla Liguria e, intorno al 1292, ottiene nuovamente il feudo della contea di Geraci, forse separandolo dall'intendenza del Vallo di Girgenti, come ritiene la communis opinio storiografica, mentre le partes di Termini e Cefalù sarebbero rimaste pertinenza di Girgenti..
Detta separazione appare tuttavia controversa. All'epoca il conte di Geraci non possiede ancora il merum imperium, cioè la piena giurisdizione penale, ma soltanto la bassa giustizia penale nonché quella civile e amministrativa (mixtum imperium). Dunque ancora nel 1303, 1308 e 1311 compare il giustizierato di Agrigento, Geraci, Cefalù e Termini, anche in contemporanea con la presenza di un conte titolare del feudo. Così si registrano una serie di atti regi del marzo-ottobre 1308 – quando sicuramente Geraci fu in possesso dei Ventimiglia – e in cui, appunto, ricompare il giustizierato di Agrigento, Cefalù, Termini e Geraci. Nel testamento di Francesco I Ventimiglia, redatto il 22 agosto 1337, risulta che il conte di Geraci aveva ottenuto da re Federico III di Sicilia il diritto di percezione delle collette e sovvenzioni del Regno in relazione alle sue terre feudali, ovvero una delle principali attribuzioni dei giustizieri provinciali, diritto patrimonializzato lasciato in eredità ai figli.
Durante l'occupazione e governo con mero e misto imperio di Geraci da parte dei membri della casa reale (1338-1353) si verificò probabilmente il definitivo distacco del giustizierato di Geraci da quello di Agrigento. Vediamo infatti il 3 luglio 1348 agire il milite Giacomo di Serafino, giustiziere reginale della Contea di Geraci. Così la contea riassunse i contorni di una provincia autonoma, gestita dai Ventimiglia successivamente al 1353.
Di fatto, dopo il 1361, il potere acquisito dai Ventimiglia nel periodo aragonese rese la contea di Geraci "uno stato nello stato", ovvero una signoria con autonomia amministrativa nel campo della giustizia, in grado di coniare proprie monete, promulgare la legislazione statutaria di città demaniali sottoposte al proprio governo (maximum grado del merum imperium),'stabilizzare' e colmare le incertezze economico-politiche di un discontinuo potere centrale aragonese. Il conte di Geraci aveva legittima facoltà di nominare due dei quattro giudici della Gran Corte del Regno di Sicilia, tribunale supremo di ultima istanza, affinché garantissero gli interessi della contea nei giudizi di appello, ma nonostante ciò, spesso, i conti si arrogavano il diritto di mantenere gli appelli nella propria giurisdizione, gestendo una propria Gran Corte.

### L'amministrazione politico-economica della contea

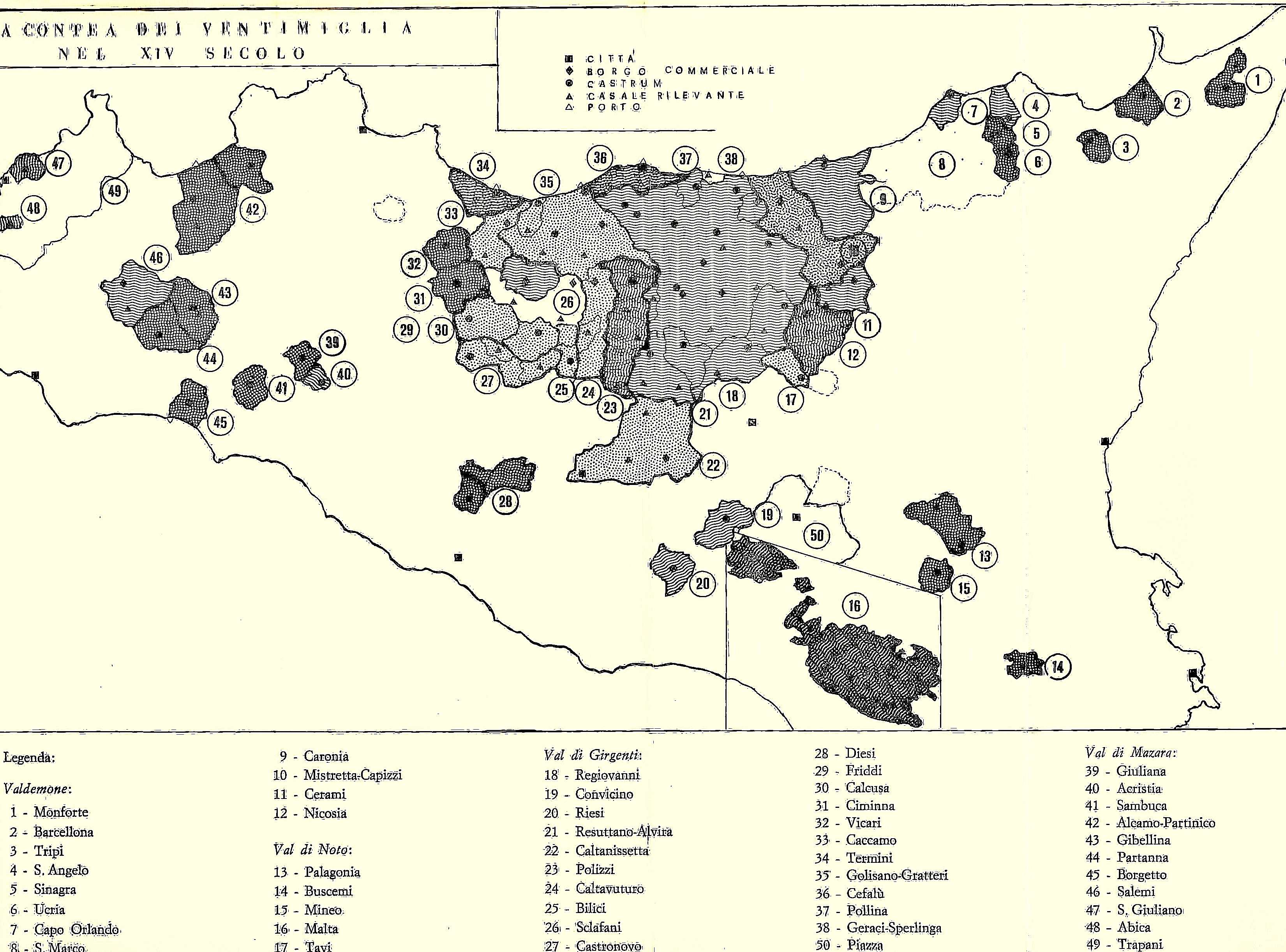
La signoria territoriale dei Ventimiglia nel XIV secolo.

Nel 1353 Emanuele e Francesco II Ventimiglia, figli di Francesco I, risultano già rientrati in possesso dei beni paterni, prima ancora della formale restituzione del 15-20 giugno 1354, assumendo le massime responsabilità di governo nella curia regia.
I conti di Geraci iniziarono pur a acquisire incarichi di "capitaneus", ovvero di piena giurisdizione civile, criminale e militare su importanti centri urbani (Palermo, Trapani, Polizzi Generosa, Enna, Nicosia, Piazza Armerina) nonché feudali, come Alcamo, Salemi, Mistretta, Agira ecc.
I Ventimiglia, per i quali gli archivi mostrano l'attenzione ch'essi portano a una gestione rigorosa delle loro “masserie”, estendono il loro dominio su Polizzi (500 once di reddito annuale sulle gabelle, poi la signoria) e sul complesso economico di Termini; il porto, il “ponte” (l'imbarcadero),  le tonnare (San Nicola di Bendormi), come su quello molto impoverito di Cefalù (tonnare e vigne) in cui confiscano alla chiesa cattedrale l'elemento principale, l'isolotto fortificato di Roccella, divenuto il porto del comitato di Collesano e la residenza del conte. Le 'tratte' divengono per essi un elemento essenziale dell'economia e della politica: gestite da un maestro portulano, il notaio messinese Pietro di San Onorato, permettono ai Ventimiglia di esportare ogni anno, esenti da tasse, 9000 salme di grano.[trad. or.]»
Un documento del 1373, relativo all'amministrazione delle contee di Geraci e Collesano, evidenzia la confluenza in un unico dominio delle terre feudali e demaniali: il camerario del conte Francesco II relaziona i rendiconti di dieci anni di introiti, riscossi "dai diversi secreti delle terre e luoghi della nostra Contea, nonché dai secreti e maestri portulani delle terre di Trapani, Termini e Cefalù, e anche dal secreto e dai gabellotti della terra di Polizzi e inoltre dai secreti, gabellotti e altre persone, ufficiali delle terre e luoghi del nostro governatorato"

### Dal vicariato generale al marchesato

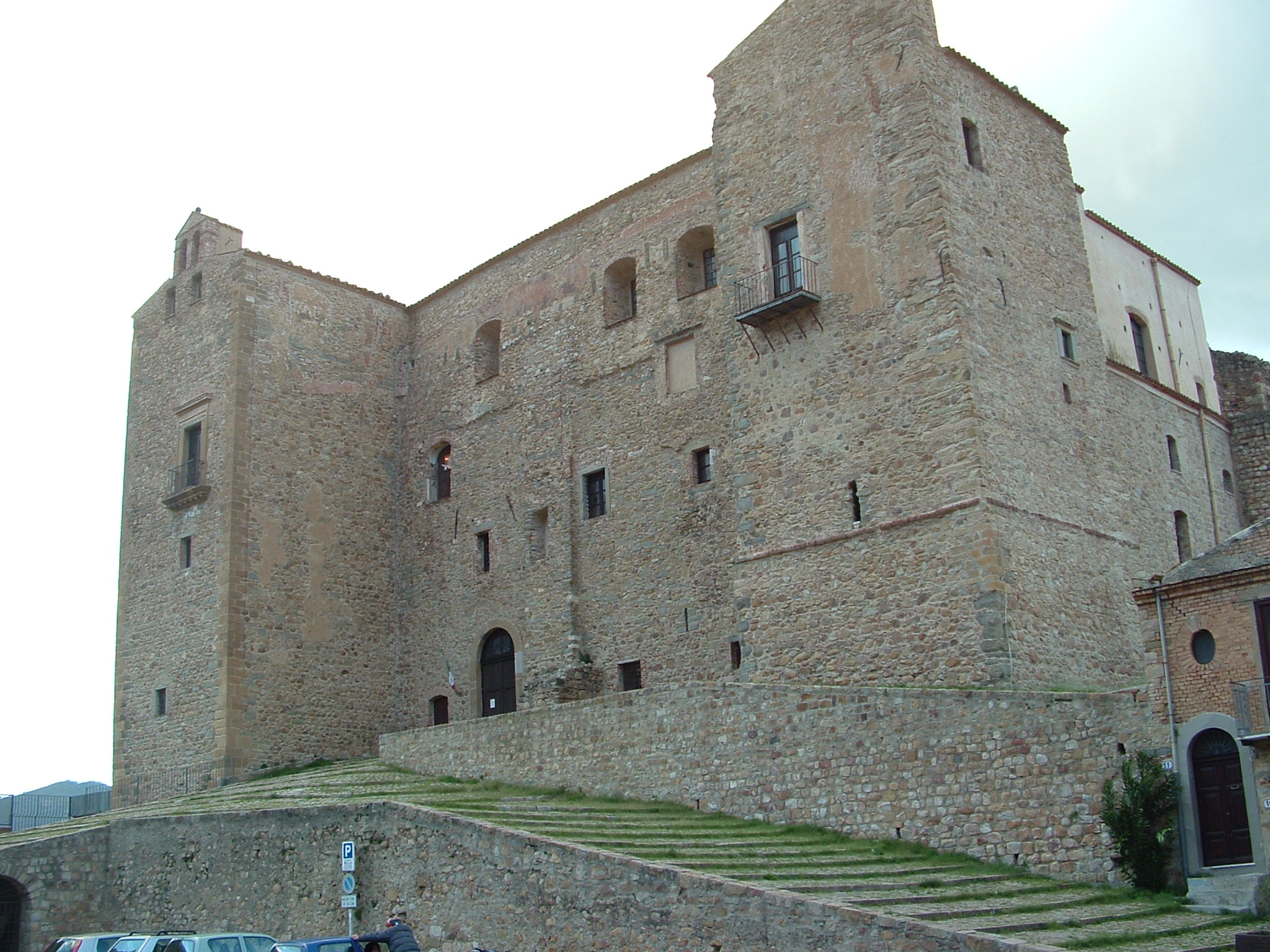
Il castello di Castelbuono

Con la morte di Francesco II avvenuta nel 1387, la contea di Geraci fu suddivisa in due contee, concesse ai figli Enrico e Antonio. Intorno all'anno seguente i Ventimiglia ottennero il riconoscimento pontificio del proprio vicariato generale, cioè della propria signoria su una parte del territorio del regno. Nei primi anni di viceregno, nel 1419, Giovanni I Ventimiglia, primo conte e marchese di Geraci, trasferì la capitale della contea da Geraci a Castelbuono. Egli fu anche governatore del Regno di Napoli (in fase di conquista) nel 1435 e poi nel 1460 reggente dello stesso regno in assenza del sovrano. Nell'isola, Giovanni nel biennio 1430-1432 fu viceré di Sicilia e dal 1444 viceré del ducato di Atene, ricoprendo al contempo primari incarichi, come quelli di camerario maggiore, almirante maggiore, capitano generale dello Stato della Chiesa ecc. In questo periodo, inoltre, il conte-marchese di Geraci estese la propria signoria su Termini, Cefalù, Sciacca e larga parte del ducato di Bari (Bitonto, Cerignola, Casamassima, Orta ecc.), la contea di Montesarchio nel Beneventano, Castellammare di Stabia ecc.

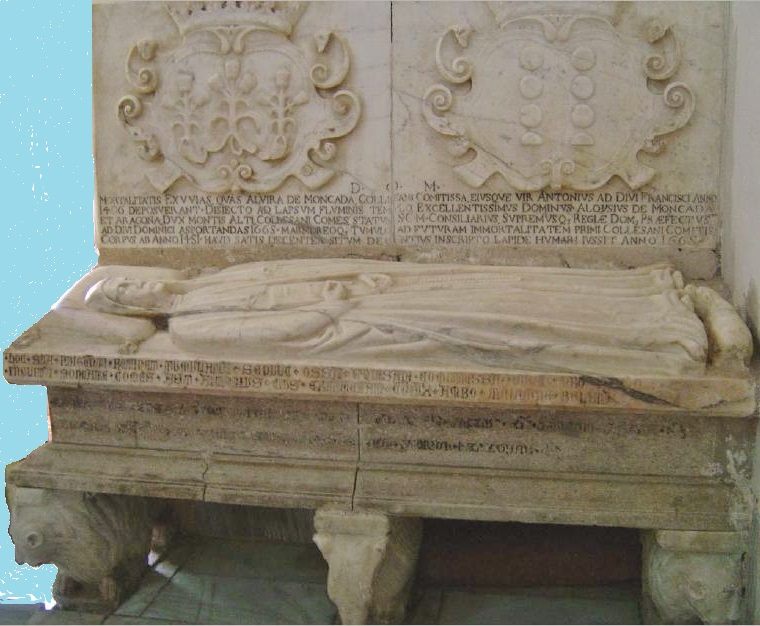
Il mausoleo di Alvira de Moncada e del marito Antonio di Ventimiglia, conte di Collesano, Gran Camerario e Vicario generale del Regno di Sicilia, manufatto risalente al 1406, nella chiesa di S. Domenico in Collesano.

Nel 1430 Alfonso V d'Aragona diede ai Ventimiglia e alla contea di Geraci il privilegio "di piena giurisdizione penale" e quello di lasciare in eredità ai suoi successori il medesimo diritto. Tra marzo e aprile del 1436 la contea viene elevata a rango di marchesato e negli anni 1595 e 1606 il marchese di Geraci e principe di Castelbuono è nominato presidente del regno. Con l'abolizione del feudalesimo previsto dalla Costituzione siciliana del 1812 il marchesato di Geraci viene di fatto annullato e il suo territorio diviso tra i distretti di Termini, di Cefalù e di Mistretta, i primi due facenti parte dell'Intendenza di Palermo, l'ultimo dell'Intendenza di Messina..

### Lo scontro con Ferdinando il Cattolico
Alla salita al trono di Sicilia di Ferdinando II d'Aragona, il futuro Ferdinando il Cattolico, corrisponde una politica di ridimensionamento dei poteri signorili nel regno isolano, le cui spese furono sostenute, come principali vassalli, proprio dai marchesi di Geraci.  Il 'casus belli' tra monarchia e marchesi di Geraci si presentò allorché Alfonso Ventimiglia, nipote del marchese Giovanni I, fu ucciso in duello, la Corona mostrò scarso interesse a punirne l'assassinio, incoraggiando indirettamente la vendetta personale del clan ventimigliano. La conseguenza fu la condanna a morte giudiziaria di Carlo, fratello dell'ucciso e di Enrico, figlio del marchese Antonio. Quest'ultimo, al contempo,  Grande Ammiraglio e Capitano generale del Regno di Sicilia, assunse la leadership dell'opposizione alla monarchia, riesumando la politica autonomistica dei marchesi di Geraci, appoggiando le proteste del parlamento siciliano contro un tributo straordinario del 10% sul reddito di città demaniali e signorie feudali.
L'improvvisa morte di Antonio portò al perdono del figlio Enrico, per consentirne la successione in Geraci, attraverso la conversione della condanna in un'ammenda di 3600 lire barcellonesi, con il conseguente aggravio delle finanze del marchesato. La scelta politica della monarchia fu dunque quella di abbassare il peso dello stato di Geraci, a favore di altri potentati vassallatici, generalmente più malleabili per il potere aragonese, perché in fase di ascesa sociale, come i de Luna, Moncada e Branciforte. Altro ceto sociale favorito dal re fu quello delle grandi famiglie del patriziato urbano, generalmente dedite alle attività finanziarie e commerciali, come i De Benedictis (uccisori di Alfonso Ventimiglia), i Beccadelli di Bologna, gli Alliata, Aiutamicristo, Leofante ecc.
Enrico, il nuovo marchese di Geraci, d'altro canto, nel 1482 fu privato delle prerogative giudiziarie nella sua signoria – il cosiddetto mero e misto impero - fonti di prestigio signorile ma anche di importanti rendite.
Di conseguenza un nutrito corpo di algoziri regi – alguaciles, commissari di polizia – invadeva lo stato di Geraci, arrestando o minacciando ricchi e poveri sudditi per tasse arretrate non pagate, non escludendo dalle minacce gli stessi funzionari marchionali.
Nel 1484 la folla di Castelbuono, capeggiata dal sarto mastro Nicolò, con minacce e insulti allontanò l'ennesimo commissario regio, mentre il marchese fu obbligato a versare 10.000 fiorini d'oro per la dote della zia Raimondetta, despina di Arta, alla famiglia di Tocco.
Nel 1485 giungeva a compimento il disegno monarchico: per un duello sostenuto nel giugno del 1481 – senza conseguenze cruente – il marchese di Geraci fu incriminato per lesa maestà, in base a una norma resa esecutiva in Sicilia soltanto nel marzo del medesimo 1485.
Enrico fu privato del suo stato, del titolo di conte-marchese di Geraci e di quello di Grande Ammiraglio, nonché condannato alla deportazione nell'isola di Malta. L'ex-marchese di Geraci si rifugiava prima dallo zio Ferrante d'Aragona, re di Napoli, poi a Ferrara dalla cugina Eleonora d'Aragona, moglie di Ercole d'Este.
Il marchesato di Geraci fu così sottoposto al regio demanio, i funzionari regi occuparono i palazzi marchionali in Cefalù, Geraci e Castelbuono, distruggendo le pergamene dell'archivio marchionale, saccheggiando tesori, arredi, preziosi, dipinti e opere d'arte.
Il marchesato fu restituito al figlio Filippo, vivente ancora il padre in Ferrara, soltanto l'11 ottobre 1490, con l'ordine di esecuzione del successivo 18 luglio 1491, in cambio di una composizione di 15.000 fiorini d'oro, ma l'effettivo rientro del piccolo Filippo, con la madre Eleonora de Luna, avvenne solo dopo la morte di Enrico, nel 1494.

## Localizzazione e geografia
La contea si estendeva dai Nebrodi alla costa tirrenica. Questa è un'area caratterizzata da banchi rocciosi calcarei dal tipico colore rossastro e da importanti cavità naturali anche di notevoli dimensioni (la maggiore profondità carsica siciliana è l'abisso del Vento a Isnello il cui pozzo più profondo supera i 90 metri), nonché da notevoli zone boschive. L'urbanizzazione è maggiore all'interno, anche se non mancano grossi centri sulla costa, come Cefalù. L'area di Termini Imerese e quella di Castel Belici furono tra le maggiori produttrici agricole, in particolare per la cerealicoltura.

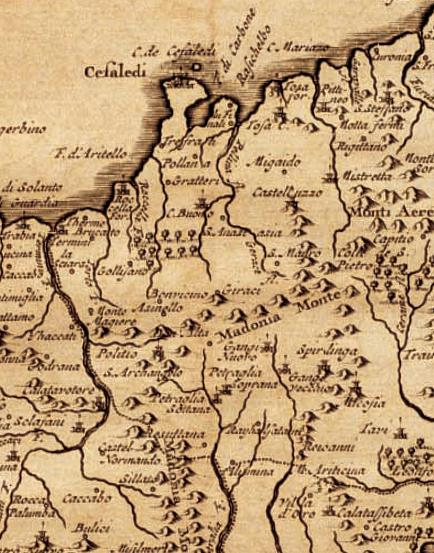
La Contea di Geraci rappresentata in una carta di Pieter van der Aa della fine del XVII secolo.

Il dominio nebrodense dei Ventimiglia nel XIV secolo è segnato da una forte omogeneità geografica e da una notevole differenziazione delle basi produttive: un massiccio montuoso intersecato da numerose valli, digradante a Ovest e a Sud su zone alto-medio collinari, permette l'impianto di colture granarie estensive, di pascoli e di ricche risorse boschive. Gli abitati, tutti in posizione eminente, hanno lo sbocco naturale nelle marine di Roccella, Tusa e Caronia. Le esportazioni granarie a medio raggio dei domini dei Ventimiglia sono possibili dal grande scalo di Termini; qui i conti di Geraci possedevano magazzini portuali.
Il controllo delle vie di accesso al massiccio dei Nebrodi era garantito da abitati incastellati come Pollina, Tusa e Caronia, su alte rupi a guardia della costa, mentre una catena di fortezze e torri più interne, come Collesano, Gratteri, Isnello, Castelbuono, S. Mauro, Castelluzzo, Pettineo e Migaido dominava le valli con i territori boschivi e granari dell'immediato entroterra. Ai centri demici più interni, Caltavuturo, Geraci, le Petralie, Gangi e Sperlinga, facevano capo vastissimi territori digradanti verso Sud, con i feudi granari e le masserie fortificate di Resuttano, Regiovanni, Casalgiordano, Bordonaro, Garbintauli (Verbumcaudo), Raulica, Artesina, Belici, Raxafica e Rachilebbi.
Il 'segreto', la ragion d'essere e la spinta dinamica di 'lunga durata' storica della contea di Geraci sono fattori saldati all'incrociarsi sul suo territorio dei due principali assi viari, commerciali e strategico-militari, che attraversavano la Sicilia di ancien régime. Uno fu la 'via del grano' - già descritta da Cicerone - afferente alla zona compresa fra la fiumara di Tusa - limes fra Sicilia ultra Salsum e citra Salsum - e il fiume Salso medesimo. Via maestra che consentiva alle grandi produzioni granarie dell'interno dell'isola di accedere ai porti tirrenici d'esportazione. L'altro fu la via Messina-Montagna:  la vitalità dell'importante asse viario Palermo-Messina, attraversante i Nebrodi, e di conseguenza il ruolo nevralgico di questo territorio, è documentato dalla Magna Via Francigena che da Castronovo e Termini si spingeva a Polizzi e alle Petralie - occupate dai Ventimiglia nel 1258 -. Questa direttrice fu un fondamentale itinerarium peregrinorum della Sicilia centro-occidentale risalente al XII secolo. Altra stazione fondamentale della Palermo-Messina fu il castello di Sperlinga, occupato dai Ventimiglia nel 1324.
All'interno del territorio di Sperlinga e Nicosia - città demaniale quest'ultima dove i conti di Geraci tenevano un palazzo turrito - nel versante meridionale dei Nebrodi, alla particolare struttura geomorfologica del territorio - caratterizzato dal potente affiorare di banconi quarzarenitici del flysh numidico, facilmente erodibile e lavorabile dall'uomo - si associa, inoltre, una serie di fenomeni tettonici che ha causato l'innalzamento della roccia e che ha creato luoghi alti, facilmente escavabili e sicuri per gli insediamenti. Qui i Ventimiglia nel Trecento ricostruiscono e potenziano il castrum di Sperlinga, fortificazione già d'epoca bizantina.
In quest'area, attraversata da una maglia capillare di “piste armentizie”, i tracciati delle antiche trazzere si ramificavano per raggiungere Catania ad est e Messina a Nord lungo direttrici di traffico di lunga durata che collegavano già in epoca antica il centro dell'isola con le aree costiere. Un'ulteriore stazione della via Messina-Montagna fu costituita del castello di Tavi, "imponente fortezza" secondo il geografo Edrisi, che controllava le ricche fonti del fiume Dittaino, detenuto dai Ventimiglia dal 1393. Già dai primi decenni del Trecento, tuttavia, per il matrimonio di Francesco I con Margherita de Esculo, i Ventimiglia controllarono quote signorili del patrimonio degli Esculo - o ne furono signori feudali -  nel castello di origine bizantina di Bozzetta/Guzzetta, facente parte del sistema fortificato di Tavi e nel feudo di Artesina, membro della baronia di Gangi e poi di quella di Regiovanni, sito nei pressi di Nicosia. I Ventimiglia nel 1396 dovettero rinunciare alla capitania di Nicosia ma restarono saldamente inseriti nel tessuto sociale cittadino come testimoniato, tra l'altro, dai quattrocenteschi scudi araldici dei conti di Geraci dipinti sulle capriate della cattedrale nicosiana di S. Nicolò.
Il territorio occupato dalla contea fu di media ampiezza, quasi certamente nella sua massima estensione dovette essere il maggiore feudo siciliano, comprendendo un'ampia porzione del Vallo di Mazara e non solo. Esso includeva la città e i territori di Geraci Siculo, Collesano, Petralia Soprana e Petralia Sottana (territorio comprendente gli attuali comuni di Blufi, Bompietro, Alimena e Resuttano) Gratteri, e parti di Cefalù e di Termini Imerese, Castelbuono, Caronia (con relativi feudi della foresta e tonnara), Tusa, Fisauli, Roccella, Capizzi, Pettineo, Sperlinga (dall'anno 1324 comprendente Cacchiamo attuale frazione di Calascibetta), Montemaggiore Belsito, Resuttano (con relativo cotonificio fondato da Francesco I), Migaido, Castel di Lucio, Belici, San Mauro Castelverde, Isnello (dall'anno 1377), Cristia, Sant'Angelo Bonvicino e Caltavuturo. Termini e Cefalù mantenevano una loro autonomia amministrativa, tuttavia determinate aree (definite partes) erano state nel tempo infeudate al conte di Geraci. Sotto Francesco II Ventimiglia, e per parte del Quattrocento, Termini e Cefalù ricaddero anche formalmente sotto la signoria dei conti di Geraci. Termini, con 'terra' e castello fu a loro infeudata il 10 novembre 1367, nello stesso anno dell'acquisizione della contermine baronia - con castello, tonnara e rendite sulle esportazioni granarie - di San Nicola l'Arena da parte di Francesco II. Oltre alla importante città di Polizzi Generosa, popolosa capitale dei Nebrodi, sotto la formale e sostanziale signoria dei Ventimiglia dal 1356.
La sola baronia di Caronia - appannaggio e dote della regina di Sicilia in epoca federiciana - fu composta da 24 feudi (S. Barbaro, S. Maria, Baretta, Piana, Sambuco, S. Andrea, Crocitti, Lavanche, Cannella, S. Pietro o Sampieri, Saraceno, Cardoneta, S. Nicolò, Sorba, S. Costantino, Danaci, Forge, Porracche, Riserba o S. Michele, La Marchina, Pomiere, Moglia, Marascotto e Morizzi), ricchi di boschi - estesi sino a Capizzi e Cerami - e relativa cacciagione, con produzioni di carbone e manna destinate all'esportazione.